# Dražebník
Dražebník je právnická nebo fyzická osoba organizující aukci či dražbu. Dražebník může, ale nemusí být totožný s licitátorem. V České republice jsou pojmy dražba a dražebník definovány zákonem č. 26/2000 Sb., o veřejných dražbách.

## Seznam dražebníků
Seznam dražebníků je databáze, kterou vede Ministerstvo pro místní rozvoj podle §7 citovaného zákona o veřejných dražbách. Databázi MMR přebírá jako celek a na internetu publikuje server Centrální adresa, informační systém o dražbách a ostatních nabídkách. Doména funguje od roku 2006, provozuje ji Česká pošta.

## Dražby v ČR
Běžnou i elektronickou dražbu mohou provádět jen dražebníci mající koncesi MMR. Účastník běžné dražby nebo jeho zástupce musí být fyzicky přítomen. V dobrovolné dražbě může majetek prodat vlastník, většinou insolvenční správce. Nedobrovolné dražby iniciuje věřitel, který má na nemovitosti zástavu a chce tak uspokojil své pohledávky.
Organizování aukcí je volná živnost.

### Podobné pojmy
- dražitel – účastník dražby
- vydražitel – účastník dražby, jemuž byl udělen příklep